# Пави
Пави́ (фр. Pavie) — коммуна во Франции, находится в регионе Юг-Пиренеи. Департамент — Жер. Входит в состав кантона Ош-Сюд-Уэст. Округ коммуны — Ош.
Код INSEE коммуны — 32307.

## География
Коммуна расположена приблизительно в 600 км к югу от Парижа, в 70 км западнее Тулузы, в 5 км к югу от Оша.
По территории коммуны протекает река Жер.

## Климат
Климат умеренно-океанический. Лето жаркое и немного дождливое, температура часто превышает 35 °С. Зимой часто бывает отрицательная температура и ночные заморозки. Годовое количество осадков — 700—900 мм.

## Население
Население коммуны на 2010 год составляло 2399 человек.
| 1962 | 1968 | 1975 | 1982 | 1990 | 1999 | 2010 |
| ---- | ---- | ---- | ---- | ---- | ---- | ---- |
| 771  | 1005 | 1539 | 1699 | 2196 | 2220 | 2399 |

## Администрация
| Период | Период | Фамилия              | Партия | Примечания |
| ------ | ------ | -------------------- | ------ | ---------- |
| 2001   | 2006   | Жан-Франсуа Габриэль |        |            |
| 2006   | 2020   | Жан Гайар            |        |            |

## Экономика
В 2010 году среди 1568 человек трудоспособного возраста (15-64 лет) 1135 были экономически активными, 433 — неактивными (показатель активности — 72,4 %, в 1999 году было 72,7 %). Из 1135 активных жителей работали 1074 человека (556 мужчин и 518 женщин), безработных было 61 (32 мужчины и 29 женщин). Среди 433 неактивных 119 человек были учениками или студентами, 213 — пенсионерами, 101 были неактивными по другим причинам.

## Достопримечательности
- Мост через реку Жер (1280 год). Исторический памятник с 1941 года[4]
- Дом или шартрёз Полине (1810 год). Исторический памятник с 2008 года[5]
- Дом Пелубер (XX век). Исторический памятник с 1996 года[6]

## Фотогалерея

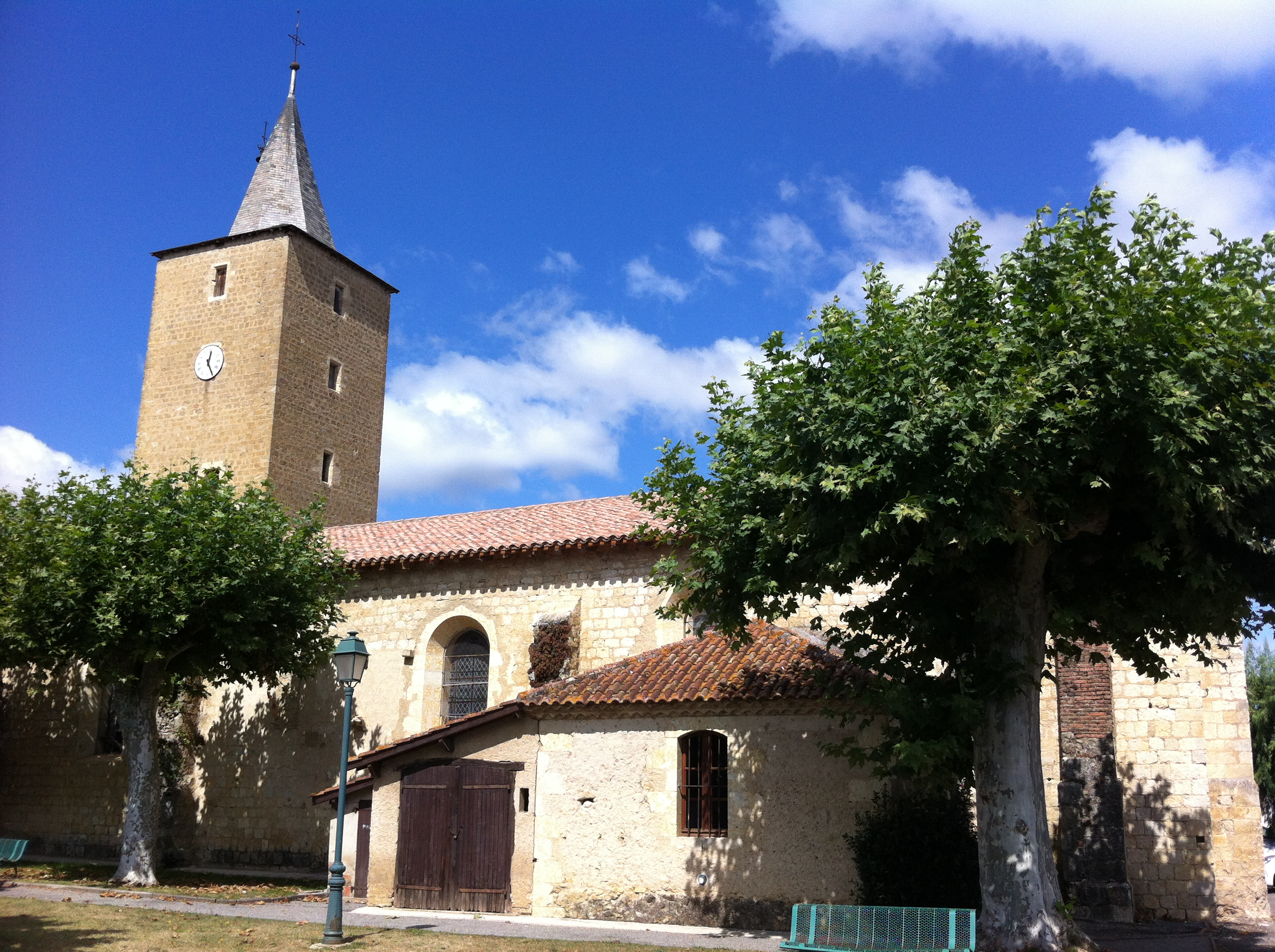
Церковь
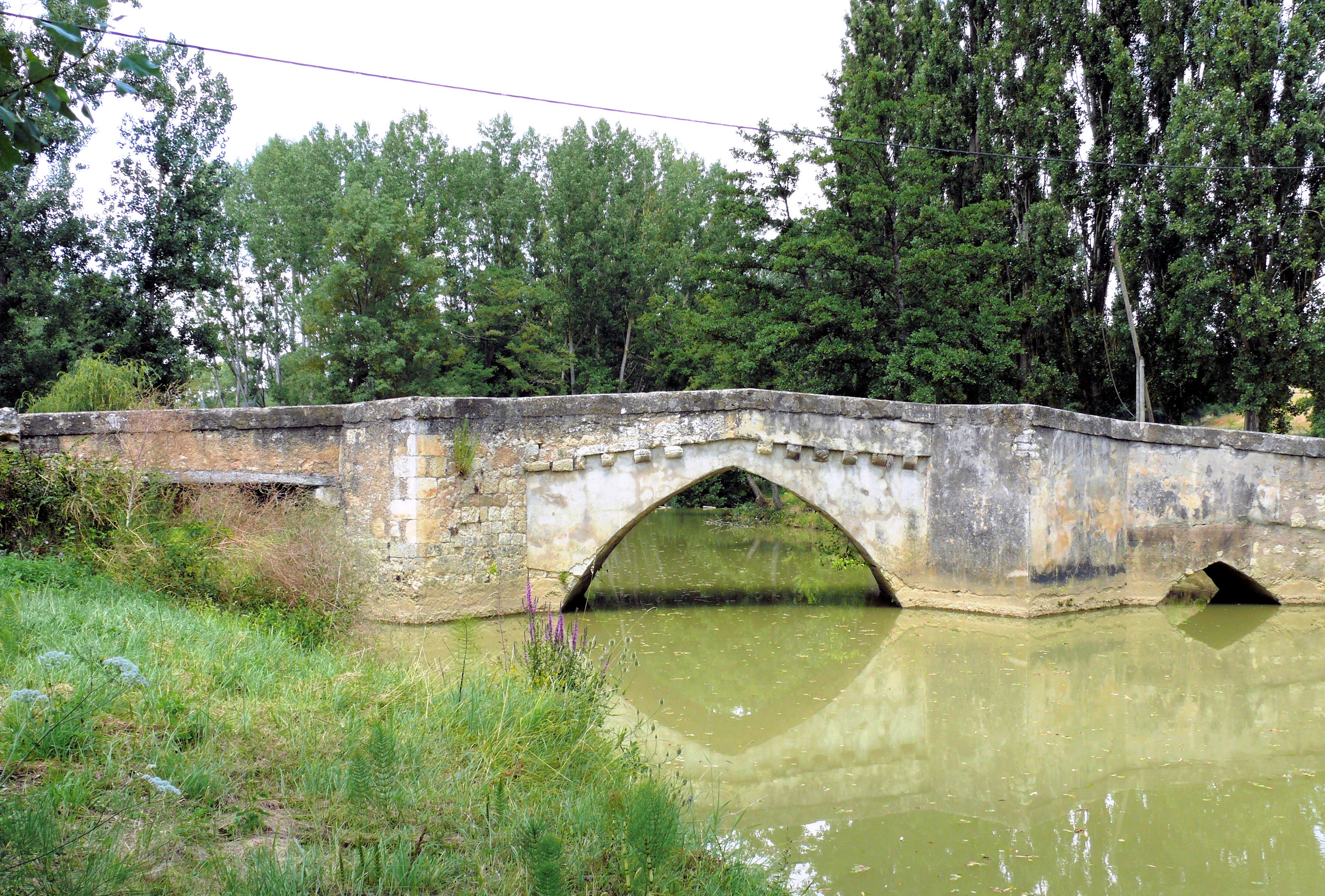
Мост через реку Жер
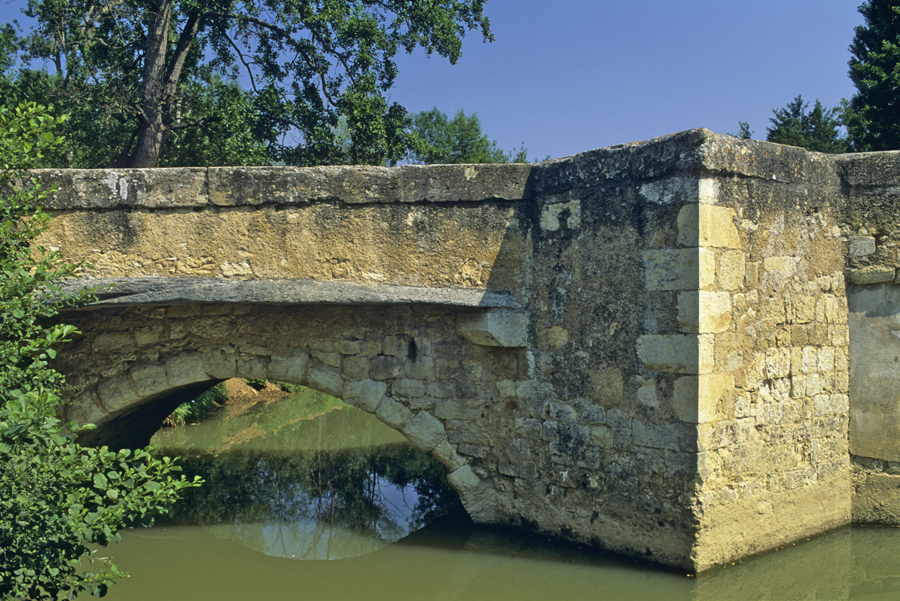
Мост через реку Жер
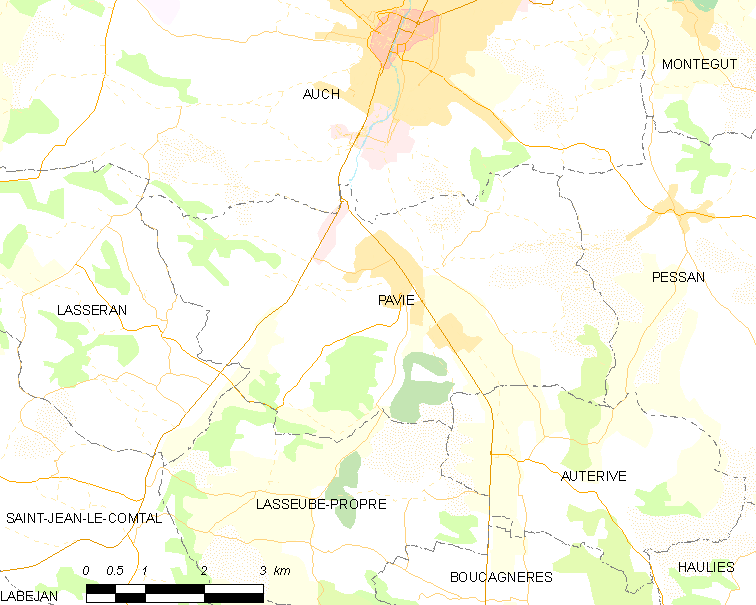
Карта коммуны